# Торвальд Столтенберг
Торвалл Столтенберг (норв. Thorvald Stoltenberg; 8 липня 1931, Осло, Норвегія — 13 липня 2018) — норвезький політик. Його предки походять з Тенсберга. Працював міністром оборони (1979–1981) і міністром закордонних справ (1987–1989 і 1990–1993) у двох урядах Норвезької робітничої партії.
З 1989 по 1990 він був послом Норвегії в ООН. 
У 1990 році став Верховним комісаром Організації Об'єднаних Націй у справах біженців, але пропрацював лише один рік перед поверненням у норвезький уряд. 
У 1992 році Торвальд Столтенберг, разом з дев'ятьма балтійськими міністрами закордонних справ і комісаром ЄС, заснували Раду держав Балтійського моря і EuroFaculty (навчальний та дослідницький інститут). 
У 1993 році призначений спеціальним представником Генерального секретаря ООН по колишній Югославії та Співголовою Координаційного комітету ООН Міжнародної конференції по колишній Югославії. Торвальд Столтенберг був також свідком ООН при підписанні Ердутської угоди.
У 2003 році він був призначений головою Ради Міжнародного інституту демократії та сприяння виборам (International IDEA).
У період з 1999 по 2008 рік він був президентом Норвезького Червоного Хреста. Він також є членом Тристоронньої комісії, а також має місце в їх Виконавчому комітеті.
Батько Єнса Столтенберга (нар. 1959).